# UEFA Champions League kvalifikationsfase og playoffrunde 2012-13
UEFA Champions League kvalifikationsrunde og playoff 2012-13 er kvalifikationsrunderne til UEFA Champions League 2012-13.

## Første kvalifikationsrunde

### Seedning
| Seedet                          | Useedet                          |
| ------------------------------- | -------------------------------- |
| Linfield F91 Dudelange Valletta | Tre Penne Lusitanos B36 Tórshavn |

### Kampe
| Hold 1        | Samlet      | Hold 2       | 1. kamp | 2. kamp |
| ------------- | ----------- | ------------ | ------- | ------- |
| F91 Dudelange | 11-0        | Tre Penne    | 7–0     | 4-0     |
| Valletta      | 9-0         | Lusitanos    | 8–0     | 1-0     |
| Linfield      | 0-0 (4-3 s) | B36 Tórshavn | 0–0     | 0-0     |

#### Første kamp
| 3. juli 2012 18:30 |

| F91 Dudelange                                                                       | 7 – 0   | Tre Penne |
| ----------------------------------------------------------------------------------- | ------- | --------- |
| Melisse 25' · Benzouien 29' 53' · Legros 47' · Joachim 51' 90+3' · D'Orsi 78' (sm.) | Rapport |           |

| Stade Jos Nosbaum, Dudelange Tilskuere: 1.070 Dommer: Alan Mario Sant (Malta) |

| 3. juli 2012 19:30 |

| Valletta                                                                 | 8 – 0   | Lusitanos |
| ------------------------------------------------------------------------ | ------- | --------- |
| Caruana 4' · Mifsud 10' 18' 45' 70' · Jhonnattann 17' 23' · E. Agius 72' | Rapport |           |

| Hibernians Ground, Paola Tilskuere: 1.136 Dommer: Johnny Casanova (San Marino) |

| 3. juli 2012 20:45 |

| Linfield | 0 – 0   | B36 Tórshavn |
| -------- | ------- | ------------ |
|          | Rapport |              |

| Windsor Park, Belfast Tilskuere: 1.341 Dommer: Wim Smet (Belgien) |

#### Returkamp
| 10. juli 2012 19:00 |

| B36 Tórshavn | 0 – 0   | Linfield |
| ------------ | ------- | -------- |
|              | Rapport |          |

| Gundadalur, Tórshavn Tilskuere: 1.400 Dommer: Suren Baliyan (Armenien) |

|                                                 |       | Straffesparkskonkurrence    |  |
| Matras Danielsen S. Olsen R Jacobsen Cieslewicz | 5 – 3 | Ervin Browne Carvill McCaul |  |

0-0 samlet, Linfield vandt på straffespark.
| 10. juli 2012 19:30 |

| Lusitanos | 0 – 1   | Valletta          |
| --------- | ------- | ----------------- |
|           | Rapport | Jhonnattann 16' · |

| Estadi Comunal, Andorra la Vella Tilskuere: 500 Dommer: Huw Jones (Wales) |

Valletta vandt samlet 9-0.
| 10. juli 2012 20:30 |

| Tre Penne | 0 – 4   | F91 Dudelange                                   |
| --------- | ------- | ----------------------------------------------- |
|           | Rapport | Joachim 28' 34' · Benzouien 41' · Gomez 45+1' · |

| Stadio Olimpico, Serravalle Tilskuere: 450 Dommer: Þorvaldur Árnason (Island) |

F91 Dudelange vandt samlet 11-0.

## Anden kvalifikationsrunde

### Seedning
| Gruppe 1                                          | Gruppe 1                                                          | Gruppe 2                                                           | Gruppe 2                                                             | Gruppe 3                                                                       | Gruppe 3                                                                                 |
| Seedet                                            | Useedet                                                           | Seedet                                                             | Useedet                                                              | Seedet                                                                         | Useedet                                                                                  |
| ------------------------------------------------- | ----------------------------------------------------------------- | ------------------------------------------------------------------ | -------------------------------------------------------------------- | ------------------------------------------------------------------------------ | ---------------------------------------------------------------------------------------- |
| BATE Borisov Žilina Debrecen Maribor AEL Limassol | Ironi Kiryat Shmona Željezničar Linfield† Skënderbeu Korçë Vardar | Basel Red Bull Salzburg Helsingborg Ventspils HJK Helsinki Ekranas | Shamrock Rovers Molde KR The New Saints F91 Dudelange† Flora Tallinn | Dinamo Zagreb Partizan Sheriff Tiraspol Slovan Liberec Śląsk Wrocław Zestafoni | Ludogorets Razgrad Valletta† Budućnost Podgorica Neftchi Baku Shakhter Karagandy Ulisses |

† Vinderne fra forrige runde, hvis identitet ikke var kendt, da lodtrækningen fandt sted (hold i kursiv slog et højere rangeret hold i forrige runde, og har derfor taget deres modstanders koefficient i lodtrækningen til denne runde).

### Kampe
| Hold 1              | Samlet  | Hold 2              | 1. kamp | 2. kamp    |
| ------------------- | ------- | ------------------- | ------- | ---------- |
| Skënderbeu Korçë    | 1-3     | Debrecen            | 1-0     | 0-3        |
| Maribor             | 6-2     | Željezničar         | 4-1     | 2-1        |
| Žilina              | 1-2     | Ironi Kiryat Shmona | 1-0     | 0-2        |
| BATE Borisov        | 4       | Vardar              | 3-2     | 24/25 Juli |
| AEL Limassol        | 5       | Linfield            | 3-0     | 24/25 Juli |
| Shamrock Rovers     | 1-2     | Ekranas             | 0-0     | 1-2        |
| Flora Tallinn       | 0-5     | Basel               | 0-2     | 0-3        |
| The New Saints      | 8       | Helsingborg         | 0-0     | 24/25 Juli |
| HJK Helsinki        | 9-1     | KR                  | 7-0     | 2-1        |
| Molde               | 4-1     | Ventspils           | 3-0     | 1-1        |
| F91 Dudelange       | 4-4 (u) | Red Bull Salzburg   | 1-0     | 3-4        |
| Slovan Liberec      | 2-1     | Shakhter Karagandy  | 1-0     | 1-1 (efs.) |
| Ludogorets Razgrad  | 13      | Dinamo Zagreb       | 1-1     | 24/25 Juli |
| Neftchi Baku        | 5-2     | Zestafoni           | 3-0     | 2-2        |
| Ulisses             | 0-2     | Sheriff Tiraspol    | 0-1     | 0-1        |
| Valletta            | 2-7     | Partizan            | 1-4     | 1-3        |
| Budućnost Podgorica | 17      | Śląsk Wrocław       | 0-2     | 25. juli   |

#### Første kamp
| 17. juli 2012 17:00 |

| Ulisses | 0 – 1   | Sheriff Tiraspol |
| ------- | ------- | ---------------- |
|         | Rapport | Gheorghiev 60' · |

| Republican Stadion, Yerevan Tilskuere: 3.000 Dommer: Tamás Bognár (Ungarn) |

| 17. juli 2012 17:45 |

| Flora Tallinn | 0 – 2   | Basel                    |
| ------------- | ------- | ------------------------ |
|               | Rapport | A. Frei 64' 87' (str.) · |

| A. Le Coq Arena, Tallinn Tilskuere: 3.123 Dommer: Mauro Bergonzi (Italien) |

| 17. juli 2012 18:00 |

| HJK                                                                           | 7 – 0   | KR |
| ----------------------------------------------------------------------------- | ------- | -- |
| Mäkelä 13' 78' 83' · Väyrynen 20' (str.) · Pohjanpalo 48', 67' · Schüller 57' | Rapport |    |

| Sonera Stadium, Helsinki Tilskuere: 6.327 Dommer: Harald Lechner (Østrig) |

| 17. juli 2012 18:00 |

| Neftchi Baku                               | 3 – 0   | Zestafoni |
| ------------------------------------------ | ------- | --------- |
| Imamverdiyev 22' · Wobay 24' · Canales 63' | Rapport |           |

| Dalga Arena, Baku1 Tilskuere: 5.200 Dommer: Marius Avram (Rumænien) |

| 17. juli 2012 18:30 |

| F91 Dudelange | 1 – 0   | Red Bull Salzburg |
| ------------- | ------- | ----------------- |
| Joachim 75'   | Rapport |                   |

| Stade Jos Nosbaum, Dudelange Tilskuere: 1.567 Dommer: Anar Salmanov (Aserbajdsjan) |

| 17. juli 2012 19:00 |

| Slovan Liberec | 1 – 0   | Shakhter Karagandy |
| -------------- | ------- | ------------------ |
| Hadaščok 23'   | Rapport |                    |

| Stadion u Nisy, Liberec Tilskuere: 5.500 Dommer: Aleksei Eskov (Rusland) |

| 17. juli 2012 19:30 |

| Žilina     | 1 – 0   | Ironi Kiryat Shmona |
| ---------- | ------- | ------------------- |
| Piaček 82' | Rapport |                     |

| Štadión pod Dubňom, Žilina Tilskuere: 4.281 Dommer: César Muñiz Fernández (Spanien) |

| 17. juli 2012 20:15 |

| The New Saints | 0 – 0   | Helsingborg |
| -------------- | ------- | ----------- |
|                | Rapport |             |

| Park Hall, Oswestry Tilskuere: 1.048 Dommer: Sébastien Delferiere (Belgien) |

| 17. juli 2012 20:30 |

| Skënderbeu Korçë | 1 – 0   | Debrecen |
| ---------------- | ------- | -------- |
| Plaku 65'        | Rapport |          |

| Skënderbeu Stadion, Korçë Tilskuere: 4.500 Dommer: Nikolai Yordanov (Bulgarien) |

| 17. juli 2012 20:45 |

| Valletta   | 1 – 4   | Partizan                                                |
| ---------- | ------- | ------------------------------------------------------- |
| Mifsud 65' | Rapport | Tomić 6' · Ivanov 33' · S. Šćepović 42' · Ostojić 71' · |

| Hibernians Ground, Paola Tilskuere: 1.436 Dommer: Liran Liany (Israel) |

| 17. juli 2012 21:00 |

| Shamrock Rovers | 0 – 0   | Ekranas |
| --------------- | ------- | ------- |
|                 | Rapport |         |

| Tallaght Stadion, Dublin Tilskuere: 4.800 Dommer: Mattias Gestranius (Finland) |

| 18. juli 2012 18:00 |

| BATE Borisov                           | 3 – 2   | Vardar                            |
| -------------------------------------- | ------- | --------------------------------- |
| Mazalewski 41' · Radyyonaw 90+2' 90+4' | Rapport | Kostovski 54' · Stjepanović 62' · |

| Haradski Stadion, Barysaw Tilskuere: 5.180 Dommer: Olivier Thual (Frankrig) |

| 18. juli 2012 19:00 |

| AEL Limassol                       | 3 – 0   | Linfield |
| ---------------------------------- | ------- | -------- |
| Vouho 16' · Ouon 29' · Dickson 54' | Rapport |          |

| Tsirion Stadion, Limassol Tilskuere: 5.904 Dommer: Ken Henry Johnsen (Norge) |

| 18. juli 2012 20:00 |

| Maribor                                          | 4 – 1   | Željezničar    |
| ------------------------------------------------ | ------- | -------------- |
| Berić 47' 76' · Mezga 67' (str.) · Tavares 90+2' | Rapport | Adilović 15' · |

| Ljudski vrt Stadion, Maribor Tilskuere: 10.251 Dommer: Thorsten Kinhöfer (Tyskland) |

| 18. juli 2012 20:00 |

| Ludogorets Razgrad | 1 – 1   | Dinamo Zagreb    |
| ------------------ | ------- | ---------------- |
| Marcelinho 67'     | Rapport | Rukavina 90+2' · |

| Ludogorets Arena, Razgrad Tilskuere: 4.000 Dommer: Radek Příhoda (Tjekkiet) |

| 18. juli 2012 20:45 |

| Molde                              | 3 – 0   | Ventspils |
| ---------------------------------- | ------- | --------- |
| Angan 53', 83' · Forren 74' (str.) | Rapport |           |

| Aker Stadion, Molde Tilskuere: 7.428 Dommer: Ivan Kružliak (Slovakiet) |

| 18. juli 2012 20:45 |

| Budućnost Podgorica | 0 – 2   | Śląsk Wrocław                  |
| ------------------- | ------- | ------------------------------ |
|                     | Rapport | Elsner 19' · Mila 49' (str.) · |

| Stadion Pod Goricom, Podgorica Tilskuere: 6.150 Dommer: Clément Turpin (Frankrig) |

Noter
- Note 1: Neftchi Baku skal spille deres hjemmekampe på Dalga Arena, Baku, da deres eget stadion, Ismat Gayibov Stadion, ikke lever op til UEFA-kriterierne.

#### Returkamp
| 24. juli 2012 15:00 |

| Shakhter Karagandy | 1 – 1   | Slovan Liberec |
| ------------------ | ------- | -------------- |
| Kukeyev 40' (str.) | Rapport | Blažek 120' ·  |

| Shakhtyor Stadion, Karagandy Tilskuere: 15.000 Dommer: Kenn Hansen (Danmark) |

Slovan Liberec vandt 2–1 samlet.
| 24. juli 2012 17:30 |

| Ventspils    | 1 – 1   | Molde        |
| ------------ | ------- | ------------ |
| Kurakins 24' | Rapport | Eikrem 37' · |

| Olimpiskais Stadions, Ventspils Tilskuere: 1.500 Dommer: Szymon Marciniak (Polen) |

Molde vandt 4–1 samlet.
| 24. juli 2012 18:00 |

| Red Bull Salzburg                                                   | 4 – 3   | F91 Dudelange                     |
| ------------------------------------------------------------------- | ------- | --------------------------------- |
| Jantscher 28' · Hinteregger 37' · Cristiano 81' (str.) · Zárate 82' | Rapport | Steinmetz 26' 57' · Joachim 48' · |

| Red Bull Arena, Salzburg Tilskuere: 6.600 Dommer: Pavle Radovanović (Montenegro) |

4–4 samlet. F91 Dudelange vandt på udebanemål.
| 24. juli 2012 18:30 |

| Ironi Kiryat Shmona                | 2 – 0   | Žilina |
| ---------------------------------- | ------- | ------ |
| Leitner 71' (sm.) · Abuhatzira 78' | Rapport |        |

| Kiryat Eliezer Stadion, Haifa2 Tilskuere: 3.050 Dommer: Serhiy Boiko (Ukraine) |

Ironi Kiryat Shmona vandt 2–1 samlet.
| 24. juli 2012 19:00 |

| Ekranas                         | 2 – 1   | Shamrock Rovers       |
| ------------------------------- | ------- | --------------------- |
| Anđelković 45+1' · Kymantas 63' | Rapport | McCabe 90+2' (str.) · |

| Aukštaitija Stadion, Panevėžys Tilskuere: 3.100 Dommer: Slavko Vinčić (Slovenien) |

Ekranas vandt 2–1 samlet.
| 24. juli 2012 19:00 |

| Zestafoni              | 2 – 2   | Neftchi Baku                     |
| ---------------------- | ------- | -------------------------------- |
| Mujiri 16' · Dvali 19' | Rapport | Wobay 22' · Sadigov 52' (str.) · |

| David Abashidze Stadion, Zestafoni Tilskuere: 4.500 Dommer: Artyom Kuchin (Kasakhstan) |

Neftchi Baku vandt 5–2 samlet.
| 24. juli 2012 19:00 |

| Sheriff Tiraspol     | 1 – 0   | Ulisses |
| -------------------- | ------- | ------- |
| Samardžić 66' (str.) | Rapport |         |

| Sheriff Stadion, Tiraspol Tilskuere: 6.755 Dommer: Vlado Glodjović (Serbia) |

Sheriff Tiraspol vandt 2–0 samlet.
| 24. juli 2012 20:00 |

| Basel                  | 3 – 0   | Flora Tallinn |
| ---------------------- | ------- | ------------- |
| Zoua 9' 31' · Díaz 63' | Rapport |               |

| St. Jakob-Park, Basel Tilskuere: 20.444 Dommer: Artur Soares (Portugal) |

Basel vandt 5–0 samlet.
| 24. juli 2012 20:30 |

| Debrecen                      | 3 – 0   | Skënderbeu Korçë |
| ----------------------------- | ------- | ---------------- |
| Coulibaly 12' 87' · Varga 58' | Rapport |                  |

| Városi Stadion, Nyíregyháza3 Tilskuere: 8.500 Dommer: Kristo Tohver (Estland) |

Debrecen vandt 3–1 samlet.
| 24. juli 2012 20:45 |

| Partizan                     | 3 – 1   | Valletta     |
| ---------------------------- | ------- | ------------ |
| Tomić 10' 67' · Mitrović 73' | Rapport | Mifsud 60' · |

| Stadion FK Partizan, Belgrade Tilskuere: 8.754 Dommer: Anastasios Sidiropoulos (Grækenland) |

Partizan vandt 7–2 samlet.
| 24. juli 2012 21:00 |

| Željezničar | 1 – 2   | Maribor                     |
| ----------- | ------- | --------------------------- |
| Kvesić 59'  | Rapport | Ibraimi 20' · Tavares 86' · |

| Asim Ferhatović Hase Stadion, Sarajevo4 Tilskuere: 10.000 Dommer: Danny Makkelie (Holland) |

Maribor vandt 6–2 samlet.
| 24. juli 2012 21:15 |

| KR          | 1 – 2   | HJK                         |
| ----------- | ------- | --------------------------- |
| Atlason 74' | Rapport | Sadik 66' · Lindström 72' · |

| KR-völlur, Reykjavík Tilskuere: 561 Dommer: Steven McLean (Skotland) |

HJK vandt 9–1 samlet.
| 25. juli 2012 19:15 |

| Helsingborg                      | 3 – 0   | The New Saints |
| -------------------------------- | ------- | -------------- |
| Atta 8' · Sørum 27' · Santos 89' | Rapport |                |

| Olympia, Helsingborg Tilskuere: 5.613 Dommer: Alain Bieri (Schweiz) |

Helsingborg vandt 3–0 samlet.
| 25. juli 2012 20:00 |

| Vardar | 0 – 0   | BATE Borisov |
| ------ | ------- | ------------ |
|        | Rapport |              |

| Philip II Arena, Skopje Tilskuere: 28.500 Dommer: Paolo Valeri (Italien) |

BATE Borisov vandt 3–2 samlet.
| 25. juli 2012 20:45 |

| Linfield | 0 – 0   | AEL Limassol |
| -------- | ------- | ------------ |
|          | Rapport |              |

| Windsor Park, Belfast Tilskuere: 995 Dommer: Martin Strömbergsson (Sverige) |

AEL Limassol vandt 3–0 samlet.
| 25. juli 2012 20:45 |

| Dinamo Zagreb                 | 3 – 2   | Ludogorets Razgrad              |
| ----------------------------- | ------- | ------------------------------- |
| Rukavina 33' 60' · Vida 90+8' | Rapport | Gargorov 12' · Marcelinho 36' · |

| Stadion Maksimir, Zagreb Tilskuere: 17.524 Dommer: Felix Zwayer (Tyskland) |

Dinamo Zagreb vandt 4–3 samlet.
| 25. juli 2012 20:45 |

| Śląsk Wrocław | 0 – 1   | Budućnost Podgorica |
| ------------- | ------- | ------------------- |
|               | Rapport | N. Vukčević 15' ·   |

| Stadion Miejski, Wrocław Tilskuere: 18.222 Dommer: Michael Oliver (England) |

Śląsk Wrocław vandt 2–1 samlet.
Noter
- Note 2: Ironi Kiryat Shmona skal spille deres hjemmekamp på Kiryat Eliezer Stadium, Haifa, da deres eget stadion, Kiryat Shmona Municipal Stadium, ikke lever op til UEFA's kriterier.
- Note 3: Debrecen skal spille deres hjemmekamp på Városi Stadion, Nyíregyháza da deres eget stadion, Stadion Oláh Gábor Út, ikke lever op til UEFA's kriterier.
- Note 4: Željezničar skal spille deres hjemmekamp på Asim Ferhatović Hase Stadium, Sarajevo da deres eget stadion, Stadion Grbavica, ikke lever op til UEFA's kriterier.

## Tredje kvalifikationsrunde
Her medvirker 28 klubber:
- De 17 vindere fra 2. kvalifikationsrunde.
- De 3 mestrehold fra land 13-15.
- De 8 vicemestre fra land 8-15 (disse mødes indbyrdes).

### Seeding
| Mestervejen                                                   | Mestervejen                                                | Mestervejen                                                 | Mestervejen                                               | Ligavejen                                | Ligavejen                               |
| Gruppe 1                                                      | Gruppe 1                                                   | Gruppe 2                                                    | Gruppe 2                                                  | Ligavejen                                | Ligavejen                               |
| Seedet                                                        | Useedet                                                    | Seedet                                                      | Useedet                                                   | Seedet                                   | Useedet                                 |
| ------------------------------------------------------------- | ---------------------------------------------------------- | ----------------------------------------------------------- | --------------------------------------------------------- | ---------------------------------------- | --------------------------------------- |
| Anderlecht BATE Borisov† F91 Dudelange† CFR Cluj Helsingborg† | Debrecen† Maribor† Slovan Liberec† Śląsk Wrocław† Ekranas† | Basel† Celtic Dinamo Zagreb† Ironi Kiryat Shmona† Partizan† | Sheriff Tiraspol† Molde† HJK† AEL Limassol† Neftchi Baku† | Dynamo Kyiv Panathinaikos FCK Fenerbahçe | Club Brügge Vaslui Feyenoord Motherwell |

† Vinderne fra forrige runde, hvis identitet ikke var kendt, da lodtrækningen fandt sted (hold i kursiv slog et højere rangeret hold i forrige runde, og har derfor taget deres modstanders koefficient i lodtrækningen til denne runde).

### Kampe
| Hold 1              | Samlet      | Hold 2         | 1. kamp     | 2. kamp     |             |
| Mestervejen         | Mestervejen | Mestervejen    | Mestervejen | Mestervejen | Mestervejen |
| ------------------- | ----------- | -------------- | ----------- | ----------- | ----------- |
| Maribor             | 5-1         | F91 Dudelange  | 4-1         | 1-0         |             |
| BATE Borisov        | 3-1         | Debrecen       | 1-1         | 2-0         |             |
| CFR Cluj            | 3-1         | Slovan Liberec | 1-0         | 2-1         |             |
| Anderlecht          | 11-0        | Ekranas        | 5-0         | 6-0         |             |
| Śląsk Wrocław       | 1-6         | Helsingborg    | 0-3         | 1-3         |             |
| Sheriff Tiraspol    | 0-5         | Dinamo Zagreb  | 0-1         | 0-4         |             |
| Celtic              | 4-1         | HJK            | 2-1         | 2-0         |             |
| Molde               | 1-2         | Basel          | 0-1         | 1-1         |             |
| Ironi Kiryat Shmona | 6-2         | Neftchi Baku   | 4-0         | 2-2         |             |
| AEL Limassol        | 2-0         | Partizan       | 1-0         | 1-0         |             |
| Ligavejen           |             |                |             |             |             |
| Fenerbahçe          | 5-2         | Vaslui         | 1-1         | 4-1         |             |
| Motherwell          | 0-5         | Panathinaikos  | 0–2         | 0-3         |             |
| FCK                 | 3-2         | Club Brügge    | 0–0         | 3-2         |             |
| Dynamo Kyiv         | 3-1         | Feyenoord      | 2–1         | 1-0         |             |

#### Første kamp
| 31. juli 2012 19:00 |

| Dynamo Kyiv                  | 2 – 1   | Feyenoord     |
| ---------------------------- | ------- | ------------- |
| Immers 56' (sm.) · Ideye 69' | Rapport | Schaken 49' · |

| Olympic Stadion, Kyiv Tilskuere: 53.612 Dommer: Andre Marriner (England) |

| 31. juli 2012 20:45 |

| Motherwell | 0 – 2   | Panathinaikos                          |
| ---------- | ------- | -------------------------------------- |
|            | Rapport | Christodoulopoulos 14' · Mavrias 75' · |

| Fir Park Stadion, Motherwell Tilskuere: 9.035 Dommer: Pol van Boekel (Holland) |

| 1. august 2012 18:00 |

| BATE Borisov       | 1 – 1   | Debrecen     |
| ------------------ | ------- | ------------ |
| Sidibe 90+3' (sm.) | Rapport | Sidibe 67' · |

| Haradski Stadion, Barysaw Tilskuere: 5.170 Dommer: Sascha Kever (Schweiz) |

| 1. august 2012 18:30 |

| Ironi Kiryat Shmona                                    | 4 – 0   | Neftchi Baku |
| ------------------------------------------------------ | ------- | ------------ |
| Badash 42' (str.) · Abuhatzira 52' · Gerzicich 70' 76' | Rapport |              |

| Kiryat Eliezer Stadion, Haifa5 Tilskuere: 2.520 Dommer: Alan Kelly (Republic of Ireland) |

| 1. august 2012 19:00 |

| Sheriff Tiraspol | 0 – 1   | Dinamo Zagreb |
| ---------------- | ------- | ------------- |
|                  | Rapport | Bećiraj 14' · |

| Sheriff Stadion, Tiraspol Tilskuere: 8.315 Dommer: Lee Probert (England) |

| 1. august 2012 19:00 |

| Molde | 0 – 1   | Basel      |
| ----- | ------- | ---------- |
|       | Rapport | Zoua 79' · |

| Aker Stadion, Molde Tilskuere: 6.564 Dommer: Fredy Fautrel (Frankrig) |

| 1. august 2012 19:45 |

| AEL Limassol | 1 – 0   | Partizan |
| ------------ | ------- | -------- |
| Vouho 13'    | Rapport |          |

| Antonis Papadopoulos Stadion, Larnaca Tilskuere: 6.940 Dommer: Stanislav Todorov (Bulgarien) |

| 1. august 2012 20:00 |

| Maribor                                 | 4 – 1   | F91 Dudelange   |
| --------------------------------------- | ------- | --------------- |
| Mezga 13' 47' · Tavares 38' · Berić 77' | Rapport | Joachim 90+2' · |

| Ljudski vrt, Maribor Tilskuere: 12.025 Dommer: Aleksei Nikolaev (Rusland) |

| 1. august 2012 20:00 |

| Anderlecht                                                | 5 – 0   | Ekranas |
| --------------------------------------------------------- | ------- | ------- |
| De Sutter 2' · Kanu 21' · Mbokani 41' 52' · Jovanović 87' | Rapport |         |

| Constant Vanden Stock Stadion, Bruxelles Tilskuere: 12.203 Dommer: Kristinn Jakobsson (Island) |

| 1. august 2012 20:00 |

| København | 0 – 0   | Club Brugge |
| --------- | ------- | ----------- |
|           | Rapport |             |

| Parken, København Tilskuere: 14.023 Dommer: Ovidiu Alin Hațegan (Rumæniens fodboldforbund) |

| 1. august 2012 20:45 |

| CFR Cluj        | 1 – 0   | Slovan Liberec |
| --------------- | ------- | -------------- |
| Cadú 53' (str.) | Rapport |                |

| Stadionul Dr. Constantin Rădulescu, Cluj-Napoca Tilskuere: 6.914 Dommer: Bülent Yıldırım (Tyrkiet) |

| 1. august 2012 20:45 |

| Śląsk Wrocław | 0 – 3   | Helsingborg                                         |
| ------------- | ------- | --------------------------------------------------- |
|               | Rapport | Finnbogason 36' · C. Andersson 72' · Nordmark 85' · |

| Stadion Miejski, Wrocław Tilskuere: 13.522 Dommer: Ivan Bebek (Kroatien) |

| 1. august 2012 20:45 |

| Celtic                   | 2 – 1   | HJK            |
| ------------------------ | ------- | -------------- |
| Hooper 54' · Mulgrew 61' | Rapport | Schüller 48' · |

| Celtic Park, Glasgow Tilskuere: 52.849 Dommer: Miroslav Zelinka (Tjekkiet) |

| 1. august 2012 20:45 |

| Fenerbahçe  | 1 – 1   | Vaslui      |
| ----------- | ------- | ----------- |
| İrtegün 90' | Rapport | Antal 75' · |

| Şükrü Saracoğlu Stadion, Istanbul Tilskuere: 38.993 Dommer: Antonio Mateu Lahoz (Spanien) |

Noter
- Note 5: Ironi Kiryat Shmona spillede deres hjemmekampe på Kiryat Eliezer Stadion, Haifa da deres eget stadion, Kiryat Shmona Municipal Stadion ikke levede op til UEFA's kriterier.

#### Returkamp
| 7. august 2012 20:00 |

| Feyenoord | 0 – 1   | Dynamo Kyiv   |
| --------- | ------- | ------------- |
|           | Rapport | Ideye 90+6' · |

| Stadion Feijenoord, Rotterdam Tilskuere: 45.000 Dommer: Antony Gautier (Frankrig) |

Dynamo Kyiv vandt 3–1 samlet.
| 7. august 2012 20:30 |

| Debrecen | 0 – 2   | BATE Borisov                    |
| -------- | ------- | ------------------------------- |
|          | Rapport | Mazalewski 25' · Valadzko 59' · |

| Városi Stadion, Nyíregyháza6 Tilskuere: 10.000 Dommer: Liran Liany (Israel) |

BATE Borisov vandt 3–1 samlet.
| 8. august 2012 17:00 |

| F91 Dudelange | 0 – 1   | Maribor       |
| ------------- | ------- | ------------- |
|               | Rapport | Mertelj 79' · |

| Stade Jos Nosbaum, Dudelange Tilskuere: 1.236 Dommer: Duarte Gomes (Portugal) |

Maribor vandt 5–1 samlet.
| 8. august 2012 18:00 |

| Helsingborg       | 3 – 1   | Śląsk Wrocław |
| ----------------- | ------- | ------------- |
| Sørum 43' 49' 68' | Rapport | Díaz 31' ·    |

| Olympiastadion, Helsingborg Tilskuere: 4.836 Dommer: Deniz Aytekin (Tyskland) |

Helsingborg vandt 6–1 samlet.
| 8. august 2012 18:00 |

| Neftchi Baku                 | 2 – 2   | Ironi Kiryat Shmona         |
| ---------------------------- | ------- | --------------------------- |
| Wobay 31' · Imamverdiyev 76' | Rapport | Badash 50' · Lencse 90+1' · |

| Dalga Arena, Baku7 Tilskuere: 2.000 Dommer: Martin Strömbergsson (Sverige) |

Ironi Kiryat Shmona vandt 6–2 samlet.
| 8. august 2012 19:00 |

| Slovan Liberec | 1 – 2   | CFR Cluj                         |
| -------------- | ------- | -------------------------------- |
| Šural 58'      | Rapport | Kapetanos 45+1' · Sougou 90+4' · |

| Stadion u Nisy, Liberec Tilskuere: 5,537 Dommer: Serge Gumienny (Belgien) |

CFR Cluj vandt 3–1 samlet.
| 8. august 2012 19:00 |

| Ekranas | 0 – 6   | Anderlecht                                                                              |
| ------- | ------- | --------------------------------------------------------------------------------------- |
|         | Rapport | Kljestan 9' · Praet 31' · Yakovenko 45+3' · De Sutter 47' · Molins 62' · Fernando 87' · |

| LFF Stadion, Vilnius8 Tilskuere: 600 Dommer: Alon Yefet (Israel) |

Anderlecht vandt 11–0 samlet.
| 8. august 2012 19:00 |

| HJK | 0 – 2   | Celtic                     |
| --- | ------- | -------------------------- |
|     | Rapport | Ledley 67' · Samaras 86' · |

| Sonera Stadium, Helsinki Tilskuere: 10.700 Dommer: Robert Schörgenhofer (Østrig) |

Celtic vandt 4–1 samlet.
| 8. august 2012 20:00 |

| Basel        | 1 – 1   | Molde        |
| ------------ | ------- | ------------ |
| D. Degen 75' | Rapport | Berget 32' · |

| St. Jakob-Park, Basel Tilskuere: 18.567 Dommer: Vladislav Bezborodov (Rusland) |

Basel vandt 2–1 samlet.
| 8. august 2012 20:00 |

| Vaslui      | 1 – 4   | Fenerbahçe                             |
| ----------- | ------- | -------------------------------------- |
| Niculae 14' | Rapport | Erkin 12' · Kuyt 71' 76' · Sow 90+2' · |

| Stadionul Ceahlăul, Piatra Neamț9 Tilskuere: 11.005 Dommer: Sergei Karasev (Rusland) |

Fenerbahçe vandt 5–2 samlet.
| 8. august 2012 20:30 |

| Club Brügge             | 2 – 3   | FCK                                          |
| ----------------------- | ------- | -------------------------------------------- |
| Jordi 24' · Odjidja 66' | Rapport | Jørgensen 61' · Bolaños 78' · Santin 90+5' · |

| Jan Breydel Stadion, Bruxelles Tilskuere: 17.899 Dommer: Michael Koukoulakis (Grækenland) |

FCK vandt 3–2 samlet.
| 8. august 2012 20:45 |

| Dinamo Zagreb                                 | 4 – 0   | Sheriff Tiraspol |
| --------------------------------------------- | ------- | ---------------- |
| Vida 16' · Bećiraj 34' · Čop 78' · Ibáñez 87' | Rapport |                  |

| Stadion Maksimir, Zagreb Tilskuere: 16.063 Dommer: Leontios Trattou (Cypern) |

Dinamo Zagreb vandt 5–0 samlet.
| 8. august 2012 20:45 |

| Partizan | 0 – 1   | AEL Limassol      |
| -------- | ------- | ----------------- |
|          | Rapport | Dosa Júnior 23' · |

| Stadion FK Partizan, Beograd Tilskuere: 17.257 Dommer: Carlos Clos Gómez (Spanien) |

AEL Limassol vandt 2–0 samlet.
| 8. august 2012 20:45 |

| Panathinaikos                                      | 3 – 0   | Motherwell |
| -------------------------------------------------- | ------- | ---------- |
| Christodoulopoulos 51' · Mavrias 75' · Sissoko 83' | Rapport |            |

| Det olympiske stadion, Athen Tilskuere: 18.391 Dommer: Stephan Studer (Schweiz) |

Panathinaikos vandt 5–0 samlet.
Noter
- Note 6: Debrecen spillede deres hjemmekamp på Városi Stadion, Nyíregyháza da deres eget stadion Stadion Oláh Gábor Út ikke levede op til UEFA’s kriterier.
- Note 7: Neftchi Baku spillede deres hjemmekamp på Dalga Arena, Baku da deres eget stadion Ismat Gayibov Stadion ikke levede op til UEFA’s kriterier.
- Note 8: Ekranas spillede deres hjemmekamp på LFF Stadion, Vilnius da deres eget stadion Aukštaitija Stadion ikke levede op til UEFA’s kriterier.
- Note 9: Vaslui spillede deres hjemmekamp på Stadionul Ceahlăul, Piatra Neamț da deres eget stadion Stadionul Municipal ikke levede op til UEFA’s kriterier.

## Playoff-runde

### Seedning
| Mestervejen                                        | Mestervejen                                                   | Ligavejen                                          | Ligavejen                                                | Ligavejen |
| Seedet                                             | Useedet                                                       | Seedet                                             | Useedet                                                  |           |
| -------------------------------------------------- | ------------------------------------------------------------- | -------------------------------------------------- | -------------------------------------------------------- | --------- |
| Basel Anderlecht Celtic BATE Borisov Dinamo Zagreb | CFR Cluj Helsingborg Maribor AEL Limassol Ironi Kiryat Shmona | Braga Dynamo Kyiv Panathinaikos FCK Spartak Moskva | Fenerbahçe Udinese Lille Málaga Borussia Mönchengladbach |           |

### Kampe
| Hold 1                   | Samlet      | Hold 2              | 1. kamp     | 2. kamp     |             |
| Mestervejen              | Mestervejen | Mestervejen         | Mestervejen | Mestervejen | Mestervejen |
| ------------------------ | ----------- | ------------------- | ----------- | ----------- | ----------- |
| Basel                    | 1-3         | CFR Cluj            | 1-2         | 0-1         |             |
| Helsingborg              | 0-4         | Celtic              | 0-2         | 0-2         |             |
| BATE Borisov             | 3-1         | Ironi Kiryat Shmona | 2-0         | 1-1         |             |
| AEL Limassol             | 2-3         | Anderlecht          | 2-1         | 0-2         |             |
| Dinamo Zagreb            | 3-1         | Maribor             | 2-1         | 1-0         |             |
| Ligavejen                |             |                     |             |             |             |
| Braga                    | 2-2 (5-4 p) | Udinese             | 1-1         | 1-1         |             |
| Spartak Moskva           | 3-2         | Fenerbahçe          | 2-1         | 1-1         |             |
| Málaga                   | 2-0         | Panathinaikos       | 2-0         | 0-0         |             |
| Borussia Mönchengladbach | 3-4         | Dynamo Kyiv         | 1-3         | 2-1         |             |
| FCK                      | 1-211       | Lille               | 1-0         | 0-2 (efs.)  |             |

Noter
- Note 11: Hjemme- og udekamp er vendt om i forhold til lodtrækningen.

#### Første kamp
| 21. august 2012 18:00 |

| Spartak Moskva                | 2 – 1   | Fenerbahçe |
| ----------------------------- | ------- | ---------- |
| Emenike 59' · D. Kombarov 69' | rapport | Kuyt 65' · |

| Luzjniki Stadion, Moskva Tilskuere: 31.600 Dommer: Martin Atkinson (England) |

| 21. august 2012 20:45 |

| Basel        | 1 – 2   | CFR Cluj         |
| ------------ | ------- | ---------------- |
| Streller 44' | rapport | Sougou 66' 71' · |

| St. Jakob-Park, Basel Tilskuere: 16.651 Dommer: Jonas Eriksson (Sverige) |

| 21. august 2012 20:45 |

| Helsingborg | 0 – 2   | Celtic                     |
| ----------- | ------- | -------------------------- |
|             | rapport | Commons 2' · Samaras 75' · |

| Olympia, Helsingborg Tilskuere: 12.200 Dommer: Olegário Benquerença (Portugal) |

| 21. august 2012 20:45 |

| Borussia Mönchengladbach | 1 – 3   | Dynamo Kyiv                                         |
| ------------------------ | ------- | --------------------------------------------------- |
| Ring 13'                 | rapport | Mykhalyk 28' · Yarmolenko 36' · De Jong 81' (sm.) · |

| Borussia-Park, Mönchengladbach Tilskuere: 45.075 Dommer: Pedro Proença (Portugal) |

| 21. august 2012 20:45 |

| FCK        | 1 – 0   | Lille |
| ---------- | ------- | ----- |
| Santin 38' | rapport |       |

| Parken, København Tilskuere: 15.654 Dommer: Marijo Strahonja (Kroatien) |

| 22. august 2012 20:45 |

| BATE Borisov      | 2 – 0   | Ironi Kiryat Shmona |
| ----------------- | ------- | ------------------- |
| Radyyonaw 29' 78' | rapport |                     |

| Dynama stadion, Minsk12 Tilskuere: 1.352 Dommer: Howard Webb (England) |

| 22. august 2012 20:45 |

| AEL Limassol                     | 2 – 1   | Anderlecht    |
| -------------------------------- | ------- | ------------- |
| Dosa Júnior 34' · Rui Miguel 72' | rapport | Mbokani 62' · |

| GSP stadion, Nicosia13 Tilskuere: 10.456 Dommer: Milorad Mažić (Serbien) |

| 22. august 2012 20:45 |

| Dinamo Zagreb        | 2 – 1   | Maribor            |
| -------------------- | ------- | ------------------ |
| Čop 10' · Badelj 74' | rapport | Badelj 39' (sm.) · |

| Stadion Maksimir, Zagreb Tilskuere: 20.315 Dommer: Cüneyt Çakır (Tyrkiet) |

| 22. august 2012 20:45 |

| Braga       | 1 – 1   | Udinese     |
| ----------- | ------- | ----------- |
| Ismaily 68' | rapport | Basta 23' · |

| Estádio Municipal, Braga Tilskuere: 13.520 Dommer: Wolfgang Stark (Tyskland) |

| 22. august 2012 20:45 |

| Málaga                      | 2 – 0   | Panathinaikos |
| --------------------------- | ------- | ------------- |
| Demichelis 17' · Eliseu 34' | rapport |               |

| La Rosaleda stadion, Málaga Tilskuere: 24.605 Dommer: Tony Chapron (Frankrig) |

Noter
- Note 12: BATE Borisov spillede deres hjemmekamp på Dynama Stadion, Minsk i stedet for deres eget Haradski Stadion.
- Note 13:AEL Limassol spillede deres hjemmekamp på GSP Stadium, Nicosia i stedet for deres eget Tsirion Stadium.

#### Second leg
| 28. august 2012 20:45 |

| Ironi Kiryat Shmona | 1 – 1  | BATE Borisov   |
| ------------------- | ------ | -------------- |
| Lencse 67'          | Report | Pawlaw 90+4' · |

| Ramat Gan Stadium, Ramat Gan14 Tilskuere: 3.106 Dommer: Viktor Kassai (Ungarn) |

BATE Borisov vandt 3–1 sammenlagt.
| 28. august 2012 20:45 |

| Anderlecht                  | 2 – 0  | AEL Limassol |
| --------------------------- | ------ | ------------ |
| Mbokani 81' · Yakovenko 89' | Report |              |

| Constant Vanden Stock Stadium, Anderlecht Tilskuere: 18.174 Dommer: Marcin Borski (Polen) |

Anderlecht vandt 3–2 sammenlagt.
| 28. august 2012 20:45 |

| Maribor | 0 – 1  | Dinamo Zagreb |
| ------- | ------ | ------------- |
|         | Report | Tonel 12' ·   |

| Ljudski Vrt, Maribor Tilskuere: 12.400 Dommer: David Fernández Borbalán (Spanien) |

Dinamo Zagreb vandt 3–1 sammenlagt.
| 28. august 2012 20:45 |

| Udinese    | 1 – 1  | Braga        |
| ---------- | ------ | ------------ |
| Armero 25' | Report | Micael 72' · |

| Stadio Friuli, Udine Tilskuere: 19.560 Dommer: Björn Kuipers (Holland) |

|                                          |       | Straffesparkskonkurrence              |  |
| Domizzi Pinzi Maicosuel Armero Di Natale | 4 – 5 | Lima Custódio Éder Paulo César Micael |  |

2–2 sammenlagt. Braga vandt 5–4 efter straffesparkskonkurrence.
| 28. august 2012 20:45 |

| Panathinaikos | 0 – 0  | Málaga |
| ------------- | ------ | ------ |
|               | Report |        |

| Olympiske stadion, Athen Tilskuere: 27.719 Dommer: Tom Harald Hagen (Norge) |

Málaga vandt 2–0 sammenlagt.
| 29. august 2012 20:45 |

| CFR Cluj      | 1 – 0  | Basel |
| ------------- | ------ | ----- |
| Kapetanos 20' | Report |       |

| Stadionul Dr. Constantin Rădulescu, Cluj-Napoca Tilskuere: 15.481 Dommer: Gianluca Rocchi (Italien) |

CFR Cluj vandt 3–1 sammenlagt.
| 29. august 2012 20:45 |

| Celtic                   | 2 – 0  | Helsingborg |
| ------------------------ | ------ | ----------- |
| Hooper 30' · Wanyama 88' | Report |             |

| Celtic Park, Glasgow Tilskuere: 51.566 Dommer: Carlos Velasco Carballo (Spanien) |

Celtic vandt 4–0 sammenlagt.
| 29. august 2012 20:45 |

| Fenerbahçe | 1 – 1  | Spartak Moskva |
| ---------- | ------ | -------------- |
| Sow 69'    | Report | Ari 6' ·       |

| Şükrü Saracoğlu Stadium, Istanbul Tilskuere: 40.387 Dommer: Felix Brych (Tyskland) |

Spartak Moskva vandt 3–2 sammenlagt.
| 29. august 2012 20:45 |

| Dynamo Kyiv | 1 – 2  | Borussia Mönchengladbach            |
| ----------- | ------ | ----------------------------------- |
| Ideye 88'   | Report | Khacheridi 70' (sm.) · Arango 78' · |

| Olympic Stadium, Kyiv Tilskuere: 66.872 Dommer: Craig Thomson (Skotland) |

Dynamo Kyiv vandt 4–3 sammenlagt.
| 29. august 2012 20:45 |

| Lille                    | 2 – 0  | FCK |
| ------------------------ | ------ | --- |
| Digne 43' · De Melo 105' | Report |     |

| Grand Stade Lille Métropole, Villeneuve-d'Ascq Tilskuere: 42.977 Dommer: Pavel Královec (Tjekkiet) |

Lille vandt 2–1 sammenlagt.
Notes
- Note 14: Ironi Kiryat Shmona spillede deres hjemmekamp på Ramat Gan Stadium, Ramat Gan da deres eget stadion, Kiryat Shmona Municipal Stadium, ikke levede op til UEFA's kriterier.

## Statistik
| Nr. | Navn              | Hold          | Mål | Minutter spiller |
| --- | ----------------- | ------------- | --- | ---------------- |
| 1   | Aurélien Joachim  | F91 Dudelange | 7   | 509'             |
| 2   | Michael Mifsud    | Valletta      | 6   | 360'             |
| 3   | Dieumerci Mbokani | Anderlecht    | 4   | 270'             |
| 3   | Thomas Sørum      | Helsingborg   | 4   | 389'             |
| 3   | Vitali Rodionov   | BATE Borisov  | 4   | 514'             |
| 6   | Jhonnattann       | Valletta      | 3   | 161'             |
| 6   | Jacques Zoua      | Basel         | 3   | 231'             |
| 6   | Juho Mäkelä       | HJK           | 3   | 240'             |
| 6   | Ante Rukavina     | Dinamo Zagreb | 3   | 314'             |
| 6   | Nemanja Tomić     | Partizan      | 3   | 328'             |
| 6   | Julius Wobay      | Neftchi Baku  | 3   | 345'             |
| 6   | Sofian Benzouien  | F91 Dudelange | 3   | 348'             |
| 6   | Dirk Kuyt         | Fenerbahçe    | 3   | 356'             |
| 6   | Dejan Mezga       | Maribor       | 3   | 359'             |
| 6   | Ideye Aide Brown  | Dynamo Kyiv   | 3   | 360'             |
| 6   | Modou Sougou      | CFR Cluj      | 3   | 360'             |
| 6   | Robert Berić      | Maribor       | 3   | 515'             |
| 6   | Marcos Tavares    | Maribor       | 3   | 540'             |

| Nr. | Spiller            | Hold               | Assister | Minutter spillet |
| --- | ------------------ | ------------------ | -------- | ---------------- |
| 1   | Alfreð Finnbogason | Helsingborg        | 4        | 340'             |
| 2   | Ivan Stoyanov      | Ludogorets Razgrad | 3        | 164'             |
| 2   | Denys Harmash      | Dynamo Kyiv        | 3        | 181'             |
| 2   | Kanu               | Anderlecht         | 3        | 242'             |
| 2   | Stefan Babović     | Partizan           | 3        | 292'             |
| 2   | Georgios Samaras   | Celtic             | 3        | 335'             |
| 2   | William            | Valletta           | 3        | 360'             |
| 2   | Roderick Briffa    | Valletta           | 3        | 360'             |
| 2   | Charlie Mulgrew    | Celtic             | 3        | 360'             |
| 2   | Goran Cvijanović   | Maribor            | 3        | 517'             |